# (4908) Ward
(4908) Ward (1933 SD) – planetoida z grupy pasa głównego asteroid okrążająca Słońce w ciągu 3,24 lat w średniej odległości 2,19 j.a. Odkryta 17 września 1933 roku.